# Museo prefetturale di arti e mestieri tradizionali di Ishikawa
Il Museo delle arti e dei mestieri tradizionali della prefettura di Ishikawa (in giapponese 石川県立伝統産業工芸館?) è un museo di arti e mestieri tradizionali situato a Kenroku-en, a Kanazawa, nella prefettura di Ishikawa, in Giappone.

## Storia
Il museo è stato chiuso il 20 dicembre 2014 fino al 22 febbraio 2015 per lavori di ristrutturazione ed è stato riaperto il 23 febbraio 2015.

## Architettura
Il museo è ospitato all'interno di un edificio a 2 piani situato nel perimetro esterno del giardino Kenroku-en. Il piano terra + occupato dalle aree espositive speciali, un negozio di articoli da regalo, lo spazio fotografico e la caffetteria. Il piano superiore ospita le aree espositive permanenti, le aree espositive speciali, l'esposizione dei processi produttivi e la sala seminari.

## Mostre
Il museo espone 36 diversi tipologie di artigianato della prefettura di Ishikawa, che vanno dai ricami ai tessili, porcellana e ceramica, oggetti in bamboo e acciaio, oggetti per la pesca, altari e oggetti di culto buddista, candele giapponesi, giocattoli tradizionali, maschere, fuochi d'artificio e altro. Il museo è suddiviso in aree espositive permanenti (che contengono sezioni per gli abiti, feste, cibi, casa e preghiera) e aree espositive speciali. I mestieri sono rappresentati in un ambiente poco illuminato, con la descrizione disponibile anche in lingua inglese.

## Strutture
Il museo ospita un negozio che vende vari tipi di artigianato tradizionale realizzati da artisti locali della prefettura di Ishikawa e una caffetteria.

## Trasporto
Il museo è raggiungibile con l'autobus messo a disposizione della compagnia ferroviaria del Giappone occidentale, in partenza dalla stazione di Kanazawa.